# Caos (film)
Caos (Chaos) è un film direct-to-video statunitense del 2005 diretto da Tony Giglio.

## Trama
Seattle, Washington. In una notte piovosa la polizia sta inseguendo un rapitore e il suo ostaggio. L'inseguimento automobilistico si conclude col ribaltamento dell'auto del fuggiasco e sul luogo accorrono i detective Conners e York per negoziare col rapitore, ma la vicenda si conclude con la morte accidentale dell'ostaggio, oltre che dello stesso rapitore.
I giornali riportano che Conners è stato licenziato dalla polizia per aver sparato erroneamente alla vittima, ed anche il suo collega coinvolto nella notte dell'inseguimento decide di dimettersi.
Qualche mese dopo avviene una rapina alla American Global Bank ad opera di un uomo che una volta entrato in contatto con la polizia si fa chiamare Lorenz. Il rapinatore ha solo una richiesta: parlare con Conners, che per questo rientra in servizio e a cui viene affidato il caso invece del detective Callo, con cui c'è un certo rancore dal momento che quest'ultimo testimoniò contro Conners a proposito dell'uccisione dell'ostaggio.
La conclusione della rapina è bizzarra: i criminali, pur essendo andato tutto apparentemente secondo i propri piani, fuggono senza denaro. Tuttavia la polizia riesce a risalire all'identità di uno scagnozzo di Lorenz e lo arresta. Il suo nome è Damon Richards e nel suo appartamento viene rinvenuto del denaro proveniente da un'altra rapina, di quattro mesi addietro, alla World National Financial Bank, ma una cosa non quadra: il denaro odora di un profumo utilizzato di solito dalla polizia come segno di riconoscimento; questo significa che quel denaro era stato recuperato dopo la rapina, era finito nel deposito di una stazione di polizia, ed era stato nuovamente trafugato.
Dai registri del custode del deposito risulta che a prelevare il contante è stato Callo, il quale poco dopo viene trovato morto a casa sua, assassinato da Lorenz.
Grazie all'acume del detective Dekker, che lavora costantemente in coppia con Conners, si recupera l'identità di un altro scagnozzo di Lorenz, Chris Lei, che per questo viene assassinato, come era capitato a Callo.
Nel frattempo Damon Richards confessa che il vero nome di Lorenz è Scott Curtis e rivela l'identità di altri due complici della rapina alla American Global Bank. Durante l'operazione mirata ad arrestare questi ultimi due, Conners muore in un'esplosione.
Dekker, proseguendo le indagini, scopre che durante la rapina il gruppo di criminali invece di rubare direttamente il denaro, ha inserito un virus nel computer della banca in grado di trasferire elettronicamente i soldi (un miliardo di dollari) su un proprio conto corrente; scopre poi che ad uccidere l'ostaggio all'inizio delle vicende era in realtà stato York, non Conners; che York, spacciandosi per Scott Curtis, era stato l'autore della rapina alla American Global; e in più, che York era in combutta con Harry Hume, il custode del deposito da cui erano spariti i soldi: i due si erano accordati per rubare i soldi e far ricadere la colpa su Callo per depistare le indagini, visto anche che Hume odiava Callo per aver testimoniato contro un collega, Conners.
Dekker rintraccia York, avviene un inseguimento a piedi, arricchito da una sparatoria e da una lotta in cui York rimane ucciso.
Ma c'è ancora una cosa che non quadra: precedentemente Dekker aveva preso una banconota lasciata da Conners sul tavolo di un café, ma solo ora, casualmente, questi si accorge che è profumata. Grazie anche ad altri indizi, Dekker comprende che Conners aveva solo simulato la sua morte ed era complice di York, insieme al quale aveva ordito il complotto per ottenere il miliardo di dollari dalla American Global Bank. Dekker corre all'aeroporto per cercare di fermare Conners ma non lo trova; è invece Conners che, nel vederlo, lo chiama al cellulare per capire come ha fatto a scoprire tutto. Ormai però è troppo tardi: dopo essersi congedato e prima che Dekker riesca ad individuarlo, Conners decolla con un volo privato.

## Produzione
Il film venne girato tra il 17 marzo e il 30 aprile 2004, in soli 22 giorni, a causa di enormi problemi di budget; originariamente, la produzione aveva previsto 40 giorni di riprese principali. La location principale fu Vancouver (Canada); alcune scene vennero realizzate a Seattle (Washington, USA).
La pellicola doveva essere una produzione della Franchise Pictures ed essere poi distribuita dalla Warner Bros.; tuttavia, la Franchise si ritrovò incapace di sostenere la produzione ed il controllo finanziario venne assunto dalla Mobius International. La Franchise aveva in programma un'altra pellicola con Statham, intitolata "Baker Street", ma dopo il fallimento della casa di produzione il progetto venne realizzato qualche anno dopo dalla Relativity Media con il titolo La rapina perfetta (2008).
La produzione voleva sostituire il tema "Chaos" di Trevor Jones sui titoli di coda con una canzone rock generica, ma il regista si oppose fermamente.
Jason Statham e Terry Chen appariranno insieme in un altro film, Rogue - Il solitario (2007); Statham e Snipes reciteranno insieme nuovamente nove anni dopo ne I mercenari 3 (2014).

## Colonna sonora
La colonna sonora è stata creata dal compositore Trevor Jones in collaborazione con Ian Green.
1. Incident On Pearl Street Bridge – 4:10
2. One Demand Only – 5:59
3. We're On The Clock – 5:28
4. Serve And Protect – 3:16
5. Suspended – 5:30
6. A Man Of Zero Tolerance – 2:10
7. Bellissimo – 3:59
8. Motorbike Pursuit – 4:53
9. Fire In The Hole – 6:07
10. Justice By Any Means – 3:53
11. You Don't Always Win – 7:23
12. Take Off – 4:26

## Distribuzione
La Screen Gems avrebbe dovuto distribuire il film nelle sale cinematografiche americane, cosa che non avvenne a causa dei non raggiunti accordi finanziari con la produzione e la Screen Gems; negli Usa il film venne così distribuito nel 2006 direttamente per il mercato dell'home-video. Anche in Italia non fu visto al cinema ma solo in DVD dall'8 novembre 2006.